# Сьон (Франция)
Сьон (фр. Sion) — коммуна во Франции, находится в регионе Юг — Пиренеи. Департамент — Жер. Входит в состав кантона Ногаро. Округ коммуны — Кондом.
Код INSEE коммуны — 32434.

## География
Коммуна расположена приблизительно в 600 км к югу от Парижа, в 120 км западнее Тулузы, в 50 км к западу от Оша.
На западе коммуны протекает река Миду.

## Климат
Климат умеренно-океанический. Лето жаркое и немного дождливое, температура часто превышает 35 °С. Зимой часто бывает отрицательная температура и ночные заморозки. Годовое количество осадков — 700—900 мм.

## Население
Население коммуны на 2010 год составляло 120 человек.
| 1962 | 1968 | 1975 | 1982 | 1990 | 1999 | 2010 |
| ---- | ---- | ---- | ---- | ---- | ---- | ---- |
| 134  | 144  | 125  | 118  | 119  | 111  | 120  |

## Администрация
| Период | Период | Фамилия                  | Партия                  | Примечания            |
| ------ | ------ | ------------------------ | ----------------------- | --------------------- |
| ?      | 2001   | Рене Куссо               |                         |                       |
| 2001   | 2020   | Элизабет Дюпюи-Миттерран | Социалистическая партия | региональный советник |

## Экономика
В 2010 году среди 80 человек трудоспособного возраста (15-64 лет) 58 были экономически активными, 22 — неактивными (показатель активности — 72,5 %, в 1999 году было 65,8 %). Из 58 активных жителей работали 55 человек (28 мужчин и 27 женщин), безработных было 3 (1 мужчина и 2 женщины). Среди 22 неактивных 5 человек были учениками или студентами, 9 — пенсионерами, 8 были неактивными по другим причинам.